# Geländestufe

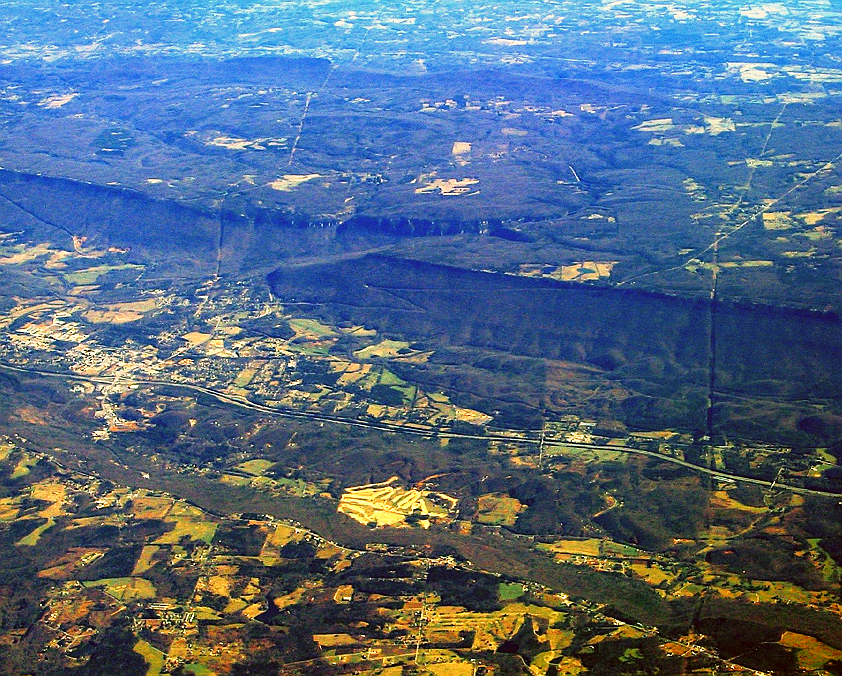
Schichtstufe, die zusätzlich an einer Verwerfung versetzt ist (Lookout Mountain, USA)

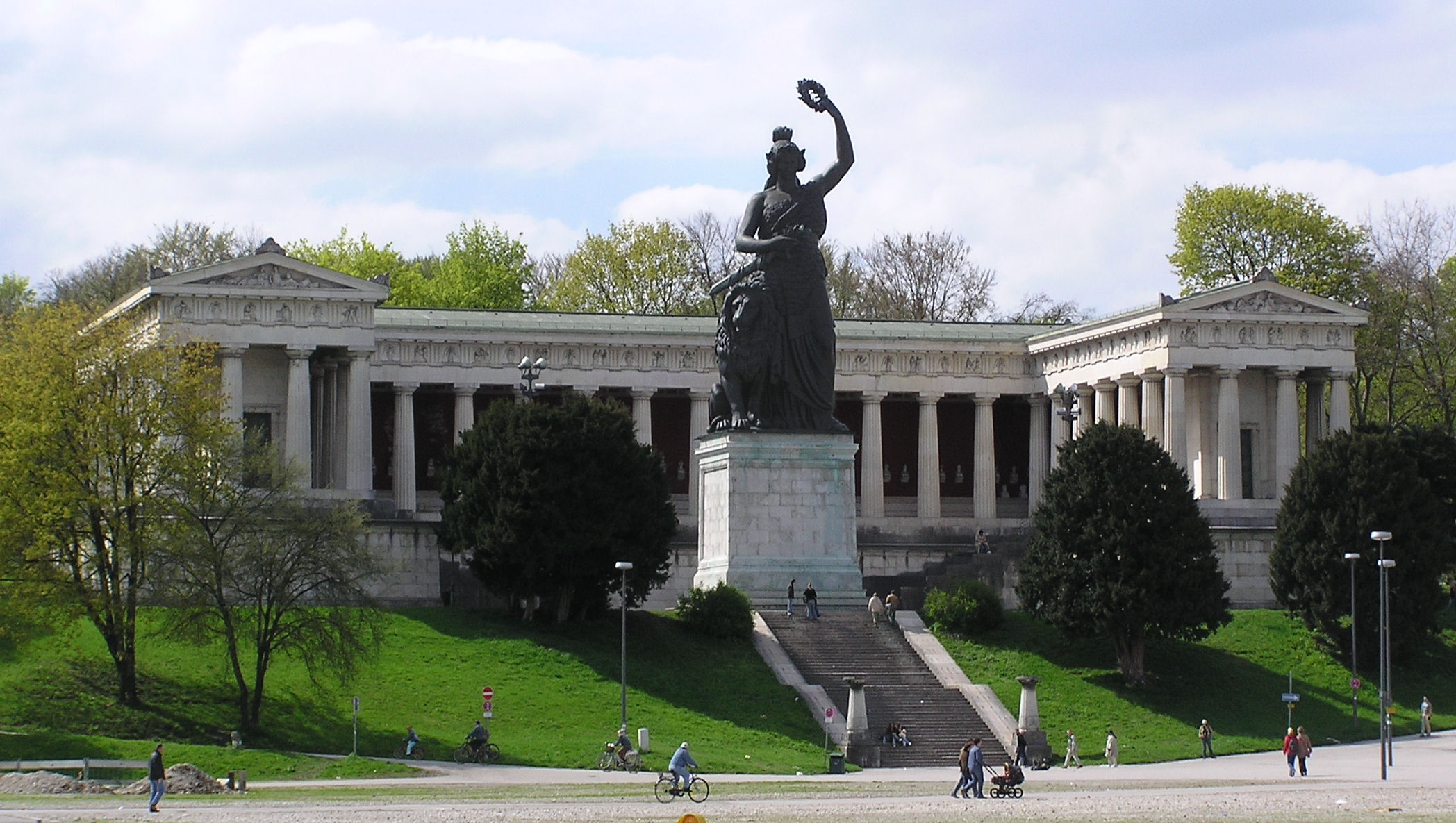
Ruhmeshalle und Bavaria am Westrand der Theresienwiese, angelegt unter Ausnutzung einer Geländestufe, die halb München durchzieht.

Als Geländestufe, Geländekante oder Terrainstufe (engl. fault scarp) wird in der Geomorphologie, Geologie und Kartografie eine deutliche Änderung der Hangneigung bezeichnet, wenn ihre Kanten annähernd linienförmig verlaufen. 
Die Dimensionen können zwischen einigen Metern und mehreren Kilometern liegen. Zu den längsten Geländestufen zählen jene der süddeutschen Schichtstufenlandschaft (Fränkische und Schwäbische Alb), zu denen mit großen Höhenunterschieden tiefreichende geologische Störungen und Grabensysteme, die oft noch tektonisch aktiv sind. 
Im Englischen wird zusätzlich noch zwischen der fault scarp und der fault-line scarp unterschieden. Dabei zeichnet die fault scarp die tatsächliche Verwerfung nach, wobei die fault-line scarp mit der Verwerfung zwar übereinfällt, aber bereits durch Erosion topographisch geformt wurde. 

## Ursachen
Natürliche Ursachen für Geländestufen können u. a. sein:
- Ablagerung von Sedimenten (z. B. in Form von Flussterrassen und Talstufen)
- Wirkung einer rezenten oder alten (inaktiven) geologischen Störungslinie
- unterschiedliche Erosion wegen benachbarter Gesteine verschiedener Härte
- Folge einer Hangrutschung, einer Mure, einer Plaike u. ä.
- Höhenverschiebung des Geländes durch ein Erdbeben.

Auch Gletscher mit ihren typischen Erosionsformen von Übertiefungen und Schwellen sind die Ursache von Steilstufen, auch bei Gletscherabbrüchen, hochalpinen Karen oder Talschultern im Verlauf von Längstälern.
Schmale, aber langgezogene Geländestufen hängen oft mit Sedimentationsgrenzen oder Störungslinien zusammen, beispielsweise der Wagram entlang der Donau in Niederösterreich oder Teilbereiche der Diendorfer Störung in der böhmischen Masse. Typische Phänomene mancher Gebirgsränder sind steile Geländestufen an der Hangbasis, die oft von kurzen Tälern durchschnitten werden. Als Beispiele hierfür seien die Reculée bei Arbois (französ. Jura) und die Stufen bei Ruppoldingen (Schweiz) genannt.